# Conocephalus
Genre
Conocephalus est un genre d'insectes orthoptères de la famille des Tettigoniidae.

## Liste des sous-genres et des espèces respectives
Selon Orthoptera Species File (28 mars 2010) :
- Conocephalus (Amurocephalus) Storozhenko, 2004
  - Conocephalus chinensis (Redtenbacher, 1891)
- Conocephalus (Anisoptera) Latreille, 1829
  - Conocephalus adustus (Redtenbacher, 1891)
  - Conocephalus bakeri (Karny, 1920)
  - Conocephalus bechuanensis (Péringuey, 1916)
  - Conocephalus beybienkoi Storozhenko, 1981
  - Conocephalus bilineatus (Erichson, 1842)
  - Conocephalus bivittatus (Bolívar, 1900)
  - Conocephalus borellii (Giglio-Tos, 1897)
  - Conocephalus borneensis (Redtenbacher, 1891)
  - Conocephalus brevicercus (Karsch, 1893)
  - Conocephalus burri Ebner, 1910
  - Conocephalus concolor (Burmeister, 1838)
  - Conocephalus cyprius Ramme, 1951
  - Conocephalus denticercus (Karny, 1907)
  - Conocephalus dorsalis (Latreille, 1804) ⇒ le Conocéphale des roseaux
  - Conocephalus equatorialis (Giglio-Tos, 1898)
  - Conocephalus exemptus (Walker, 1869)
  - Conocephalus exsul (Karny, 1911)
  - Conocephalus fasciatus (De Geer, 1773)
  - Conocephalus flavus (Redtenbacher, 1891)
  - Conocephalus formosus (Redtenbacher, 1891)
  - Conocephalus gigantius Matsumura & Shiraki, 1908
  - Conocephalus honorei (Bolívar, 1900)
  - Conocephalus insularis (Morse, 1905)
  - Conocephalus iriodes Rehn & Hebard, 1915
  - Conocephalus iris (Serville, 1838)
  - Conocephalus japonicus (Redtenbacher, 1891)
  - Conocephalus kibonotense (Sjöstedt, 1909)
  - Conocephalus kilimandjaricus (Sjöstedt, 1909)
  - Conocephalus longipennis (Haan, 1842)
  - Conocephalus maculatus (Le Guillou, 1841)
  - Conocephalus melaenus (Haan, 1842)
  - Conocephalus meruense (Sjöstedt, 1909)
  - Conocephalus percaudatus Bei-Bienko, 1955
  - Conocephalus pictus (Redtenbacher, 1891)
  - Conocephalus resacensis Rehn & Hebard, 1915
  - Conocephalus rhodesianus (Péringuey, 1916)
  - Conocephalus semivittatus (Walker, 1869)
  - Conocephalus signatus (Redtenbacher, 1891)
  - Conocephalus starmuehlneri Kaltenbach, 1968
  - Conocephalus strictus (Scudder, 1875)
  - Conocephalus trifasciatus (Redtenbacher, 1891)
  - Conocephalus truncatus (Redtenbacher, 1891)
  - Conocephalus unicolor Bruner, 1915
  - Conocephalus versicolor (Redtenbacher, 1891)
  - Conocephalus vestitus (Redtenbacher, 1891)
  - Conocephalus yunnanensis Shi & Feng, 2009
- Conocephalus (Aphauropus) Rehn & Hebard, 1915
  - Conocephalus leptopterus Rehn & Hebard, 1915
- Conocephalus (Chloroxiphidion) Hebard, 1922
  - Conocephalus albescens (Walker, 1869)
  - Conocephalus bituberculatus (Redtenbacher, 1891)
  - Conocephalus dubius Willemse, 1942
  - Conocephalus javanicus (Redtenbacher, 1891)
  - Conocephalus laetus (Redtenbacher, 1891)
  - Conocephalus striata Willemse, 1942
  - Conocephalus vaginatus Willemse, 1942
- Conocephalus (Conocephalus) Thunberg, 1815
  - Conocephalus aberrans (Redtenbacher, 1891)
  - Conocephalus abispinatus Hsia & Liu, 1990
  - Conocephalus africanus (Redtenbacher, 1891)
  - Conocephalus aigialus Rehn & Hebard, 1915
  - Conocephalus amabilis (Stål, 1861)
  - Conocephalus angustivertex Pitkin, 1980
  - Conocephalus arabicus Uvarov, 1933
  - Conocephalus armatipes (Karsch, 1893)
  - Conocephalus attenuatus (Scudder, 1869)
  - Conocephalus bambusanus Ingrisch, 1990
  - Conocephalus basutoanus Chopard, 1955
  - Conocephalus bidens Uvarov, 1957
  - Conocephalus bidentatus Shi & Zheng, 1994
  - Conocephalus bispinatus Pitkin, 1980
  - Conocephalus brevipennis (Scudder, 1862)
  - Conocephalus brincki Chopard, 1955
  - Conocephalus caizanus (Giglio-Tos, 1897)
  - Conocephalus carbonarius (Redtenbacher, 1891)
  - Conocephalus caudalis (Walker, 1869)
  - Conocephalus caudatus Bei-Bienko, 1954
  - Conocephalus cercorum Sjöstedt, 1926
  - Conocephalus chavesi (Bolívar, 1905)
  - Conocephalus cognatus (Redtenbacher, 1891)
  - Conocephalus conocephalus (Linnaeus, 1767)
  - Conocephalus doryphorus (Karny, 1907)
  - Conocephalus ebneri Harz, 1966
  - Conocephalus exitiosus (McNeill, 1901)
  - Conocephalus fulmeki Ebner, 1927
  - Conocephalus gracillimus Morse, 1901
  - Conocephalus grebenchikovi Uvarov, 1942
  - Conocephalus guineensis (Redtenbacher, 1891)
  - Conocephalus hastatus (Charpentier, 1825)
  - Conocephalus hecticus (Gerstaecker, 1869)
  - Conocephalus hygrophilus Rehn & Hebard, 1915
  - Conocephalus inaequalis Uvarov, 1928
  - Conocephalus inconspicuum Karny, 1920
  - Conocephalus infumatus (Redtenbacher, 1891)
  - Conocephalus kisi Harz, 1967
  - Conocephalus liebermanni Ebner, 1953
  - Conocephalus lugubris (Redtenbacher, 1891)
  - Conocephalus meadowsae Harz, 1970
  - Conocephalus nemoralis (Scudder, 1875)
  - Conocephalus nigropleuroides Fox, 1912
  - Conocephalus nigropleurum (Bruner, 1891)
  - Conocephalus obtectus Karny, 1907
  - Conocephalus occidentalis (Morse, 1901)
  - Conocephalus peringueyi Uvarov, 1928
  - Conocephalus posticus (Walker, 1869)
  - Conocephalus punctipennis (Walker, 1869)
  - Conocephalus recticaudus Bruner, 1915
  - Conocephalus redtenbacheri (Bolívar, 1905)
  - Conocephalus resinus (Saussure & Pictet, 1898)
  - Conocephalus saltans (Scudder, 1872)
  - Conocephalus sannio Karny, 1920
  - Conocephalus sinensis (Walker, 1871)
  - Conocephalus somali (Burr, 1900)
  - Conocephalus spartinae (Fox, 1912)
  - Conocephalus stramineus (Haan, 1842)
  - Conocephalus sulcifrontis Hsia & Liu, 1990
  - Conocephalus tenellus (Walker, 1869)
  - Conocephalus tenuis (Walker, 1869)
  - Conocephalus tridens Hebard, 1935
  - Conocephalus trivittatus (Stål, 1861)
  - Conocephalus tumidus Pitkin, 1980
  - Conocephalus tumultuosus Willemse, 1942
  - Conocephalus willemsei Pitkin, 1980
- Conocephalus (Dicellurina) Rehn & Hebard, 1938
  - Conocephalus allardi (Caudell, 1910)
- Conocephalus (Opeastylus) Rehn & Hebard, 1915
  - Conocephalus longipes (Redtenbacher, 1891)
  - Conocephalus vitticollis (Blanchard, 1851)
- Conocephalus (Perissacanthus) Rehn & Hebard, 1915
  - Conocephalus strictoides (Caudell, 1906)
- Conocephalus (Xiphidion) Serville, 1831
  - Conocephalus angustifrons (Redtenbacher, 1891)
  - Conocephalus fuscus (Fabricius, 1793) ⇒ le Conocéphale bigarré
  - Conocephalus ictus (Scudder, 1875)
  - Conocephalus magdalenae Naskrecki, 2000
  - Conocephalus saltator (Saussure, 1859)
  - Conocephalus urcitanus Barranco, Aguirre & Pascual, 1996
- sous-genre indéterminé
  - Conocephalus aculeatus Piza, 1969
  - Conocephalus affinis Redtenbacher, 1891
  - Conocephalus algerinorum Massa, 1999
  - Conocephalus cinereus Thunberg, 1815
  - Conocephalus differentus Shi & Liang, 1997
  - Conocephalus emeiensis Shi & Zheng, 1999
  - Conocephalus goianus Piza, 1977
  - Conocephalus guangdongensis Shi & Liang, 1997
  - Conocephalus halophilus Ishikawa, 2004
  - Conocephalus liangi Liu & Zhang, 2007
  - Conocephalus longiceps (Péringuey, 1916)
  - Conocephalus marcelloi Gorochov & Llorente del Moral, 2004
  - Conocephalus melaenoides Sänger & Helfert, 1995
  - Conocephalus oceanicus (Le Guillou, 1841)
  - Conocephalus ochrotelus Rehn & Hebard, 1915
  - Conocephalus phasma Gorochov & Llorente del Moral, 2004
  - Conocephalus sojolensis Sänger & Helfert, 1995
  - Conocephalus spinosus (Morse, 1901)
  - Conocephalus stictomerus Rehn & Hebard, 1915
  - Conocephalus upoluensis (Karny, 1907)
  - Conocephalus xiai Liu & Zhang, 2007
  - Conocephalus xiphidioides (Karny, 1907)

## Référence
- (la) Thunberg, 1815 : Hemipterorum Maxillosorum Genera illustrata plusimisque novis speciebus ditata ac descripta. Mémoires de l'Académie impériale des sciences de St.-Pétersbourg, vol. 5, p. 211-301.